# Paolo Amato (politico)
Paolo Amato (Ebolowa, 1º febbraio 1954) è un politico e pubblicista italiano, senatore del Popolo della Libertà.

## Carriera politica
Ha iniziato a fare politica a 16 anni aderendo al Partito Repubblicano Italiano. Assieme a Denis Verdini, Cosimo Ceccuti e Antonio Marotti, ha fatto parte del cenacolo di Giovanni Spadolini.
Dal 1981 al 1988 direttore della Confartigianato Toscana, diventa nel 1989 direttore della Confartigianato di Pisa. Dal 1996 lavora presso il gruppo di Forza Italia in Consiglio Regionale.
A Pisa, per conto di Forza Italia, ha gestito due campagne elettorali (quella che nel 1998 e le Provinciali e le Europee del 1999).
Il 5 dicembre 1999 è stato eletto coordinatore cittadino a Firenze dove ha condotto le campagne elettorali per le Regionali del 2000 e le Politiche del 2001. Il 15 febbraio 2004 è stato riconfermato coordinatore cittadino per acclamazione. Ha guidato Forza Italia di Firenze alle elezioni amministrative del 12 e 13 giugno 2004 portando al ballottaggio il candidato sindaco della Casa delle Libertà. Sempre alle elezioni amministrative dell'anno 2004 è stato eletto Consigliere Comunale per Forza Italia dove ha ricoperto l'incarico di Capogruppo.
Eletto senatore nel 2006 nelle liste di Forza Italia, il 28 aprile partecipa alla prima seduta della Camera Alta, nella XV Legislatura è stato componente della 7ª Commissione permanente (Istruzione pubblica, beni culturali) e della Commissione di inchiesta sull'uranio impoverito.
Confermato senatore nel 2008 nelle liste del Popolo della Libertà, nella XVI Legislatura è componente della 2ª Commissione permanente (Giustizia), della 4ª Commissione permanente (Difesa) e della Commissione parlamentare per l'indirizzo generale e la vigilanza dei servizi radiotelevisivi.
Amato è relatore insieme a Giampaolo Bettamio (PdL) e Giuseppe Esposito (PdL) del ddl sul Rifinanziamento delle missioni militari 2011 approvato al Senato il 27/07/11 con 269 si (PdL,Lega,Coesione Nazionale,Pd,Udc,Fli,Api,Mpa) 12 no (IdV,SvP) e 1 astenuto. Il ddl ha provocato alcune divisioni (poi rientrate con il voto del Carroccio a favore) nella maggioranza dopo le dichiarazioni del viceministro leghista Castelli che esprimeva la sua più totale contrarietà.
Il 4 luglio 2012 la Commissione bicamerale di Vigilanza dopo numerosi rinvii è chiamata a votare i nuovi membri del Consiglio di Amministrazione della RAI. Amato decide di votare in contrasto dal proprio gruppo e di non convergere sul nome di Antonio Pilati,consigliere uscente dell'Antitrust sostenuto dal suo partito il PdL ma di votare la professoressa Flavia Nardelli Piccoli,sostenuta da IdV e da Fli e da alcuni movimenti femministi. Dopo la decisione il capogruppo PdL al Senato Maurizio Gasparri e il suo vicario Gaetano Quagliariello annunciano le dimissioni di Amato dal gruppo e dalla Commissione. A causa dello stallo il Presidente del Senato Renato Schifani decide di sostituire Amato con il senatore Pasquale Viespoli del gruppo di Coesione Nazionale non rappresentato nella Commissione. La decisione di Schifani provocano pesanti critiche da parte di Pd, IdV e UdC che hanno chiesto al Presidente di riferire in Aula sulla scelta e da parte del Presidente della Camera Gianfranco Fini che lo ha definito un atto gravissimo in quanto la decisione di Amato avrebbe portato un esito non gradito al PdL, partito di Schifani. La polemica si è alimentata con le dichiarazioni di Amato che ha annunciato di non essersi dimesso ne dalla Commissione ne dal PdL ma di essere stato sostituito dallo stesso Schifani, il quale invece ha ribadito la correttezza del suo atto secondo le regole.